# Одзунский монастырь
Одзунский монастырь (арм. Օձունի վանք) — армянский монастырь VI века расположенный в селе Одзун Лорийской области Армении. На востоке гавара Ташир исторической провинции Гугарк.

## История
В первоисточниках данных о дате постройки церкви не сохранилось. Однако, исходя из общей конструкции церкви, внутреннего убранства, некоторых архитектурных тонкостей, Одзунский монастырь относят к середине VI века. Церковь несколько раз реконструировалась и реставрировалась. Так, в XIX веке в восточной части церкви были построены две звонницы. Последняя реставрация при участии специалистов Миланского политехнического института (Италия) была завершена в 2014 году.

## Архитектура

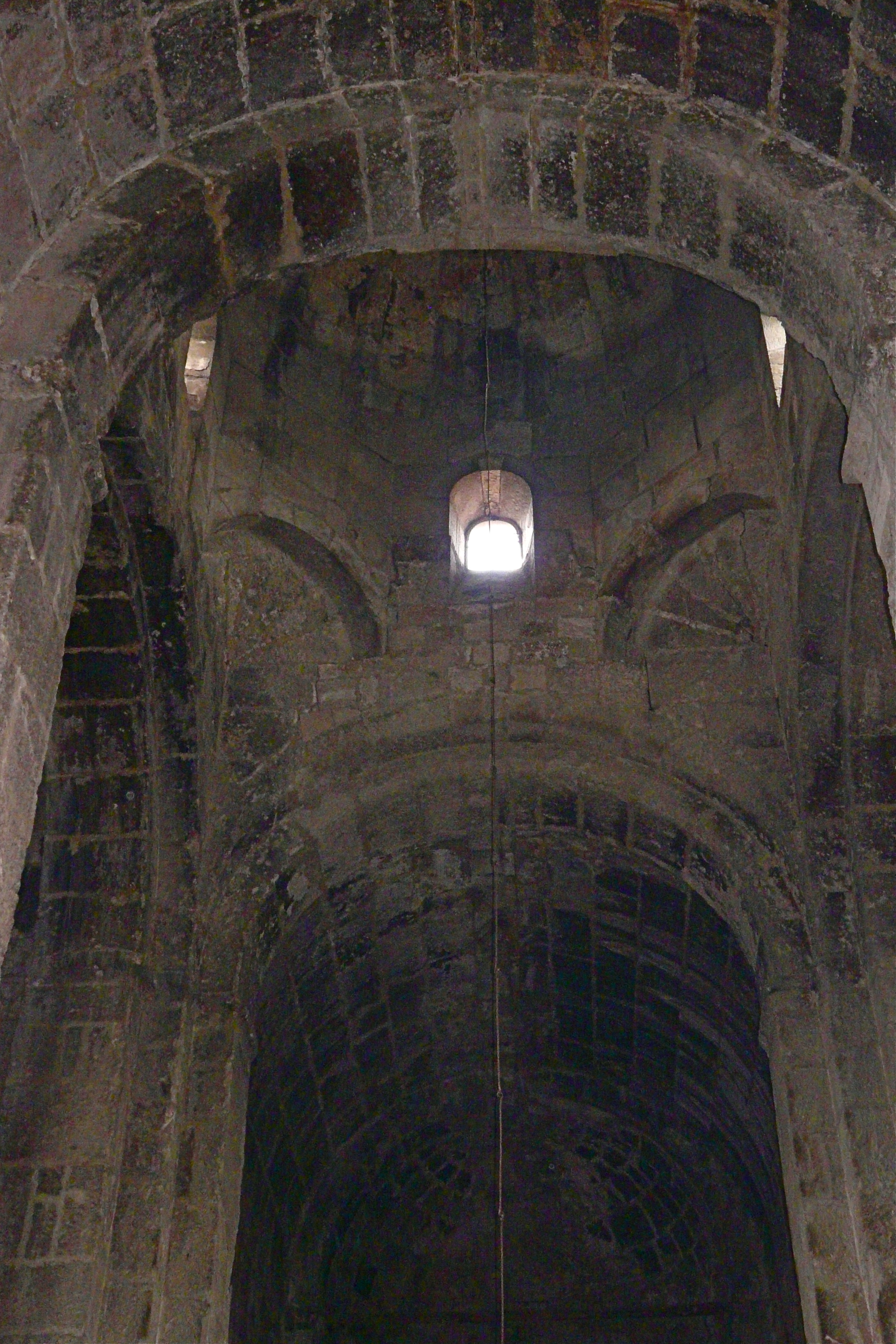
Интерьер церкви

Церковь представляет собой купольную базилику, расположена на центральной возвышенности одноименного села. Целиком построена из фельзита, за исключением части внутренней отделки из базальта. Планировка церкви прямоугольная, основные размеры 31.62×20.71 м. Кроме внутреннего зала имеется также внешний, опоясывающая церковь с трёх сторон. Зал представляет собой две галереи с юга и севера, упирающие на западном фасаде в стену с арочным входом в центре. Размеры внутреннего зала 20.98×11.12 м. Двумя рядами колонн зал делится на три нефа. На западе центральный неф оканчивается полукруглым алтарём, а боковые — двухэтажными ризницами.
С северо-восточной стороны церкви находится памятник-надгробие. Согласно христианской традиции, надгробие направлено лицевой стороной на запад. Памятник установлен на ступенчатом основании. Представляет собой двухарочную аркаду, выполненную из шлифованного камня. Под каждой из арок находится четырёхметровая прямоугольная стела, на каждой стороне которой по всей длине высечены изображения. На западных и восточных гранях выполнены Евангельские сюжеты, сюжеты о распространении христианства в Армении, а на северных и южных гранях — геометрические и растительныесюжеты. Каждая грань окаймлена неповторяющимся орнаментом.

## Восстановление
Церкви Пресвятой Богородицы Одзунского монастыря угрожали трещины и корни растений, проросших на кровле и стенах в условиях влажного климата. На многих участках известковый раствор был полностью размыт. Задержка реставрации грозила разрушением храма под внешним воздействием, вероятность которого в сейсмоопасном регионе очень высока. Восстановительные работы, начатые в мае 2012 года, были завершены осенью 2014 года. Строение укрепили методом внутреннего усиления,  вмешательство во внешний облик ограничили косметическими правками - очисткой стен и заменой потерявшего свойства известкового раствора. В разработке оригинальных методов внутреннего усиления участвовали лучшие армянские и итальянские инженеры и специалисты. В ходе работ применены прочные стекловолоконные тросы и ткани, с помощью которых укреплены купол и стены. Для того, чтобы избежать разрушительного воздействия коррозии реставраторы заменили прежние железные соединения высокоэффективными клеями. При проведении подготовительных работ были обнаружены фрагменты орнамента и образцы черепицы VI века, предметы старинного быта. Кроме того, под кровлей купола сохранилась винная бутылка с запиской о результатах ремонта, проведенного в 1889 году. Документ передан в Институт древних рукописей Матенадаран для восстановления и изучения.
Огромный вклад в дело восстановления комплекса внес предприниматель Мовсес Дзаварян.

## Галерея

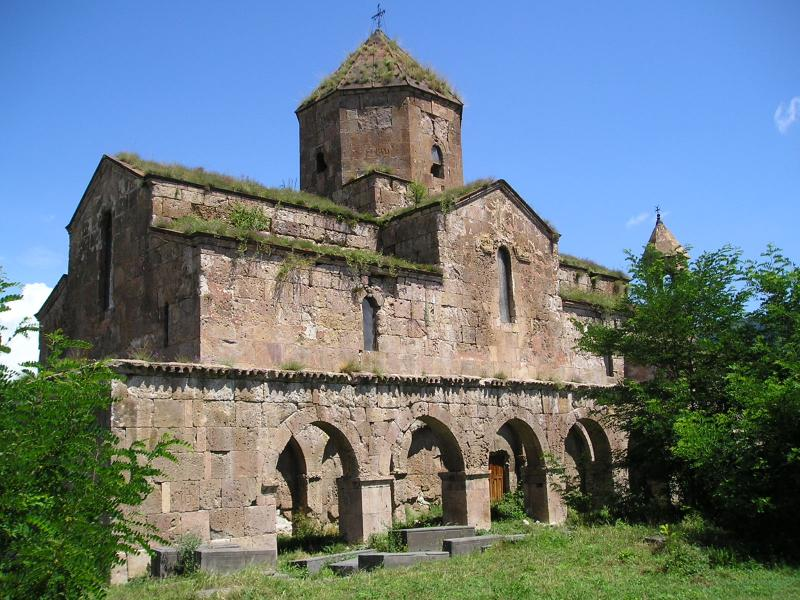
Южная сторона церкви
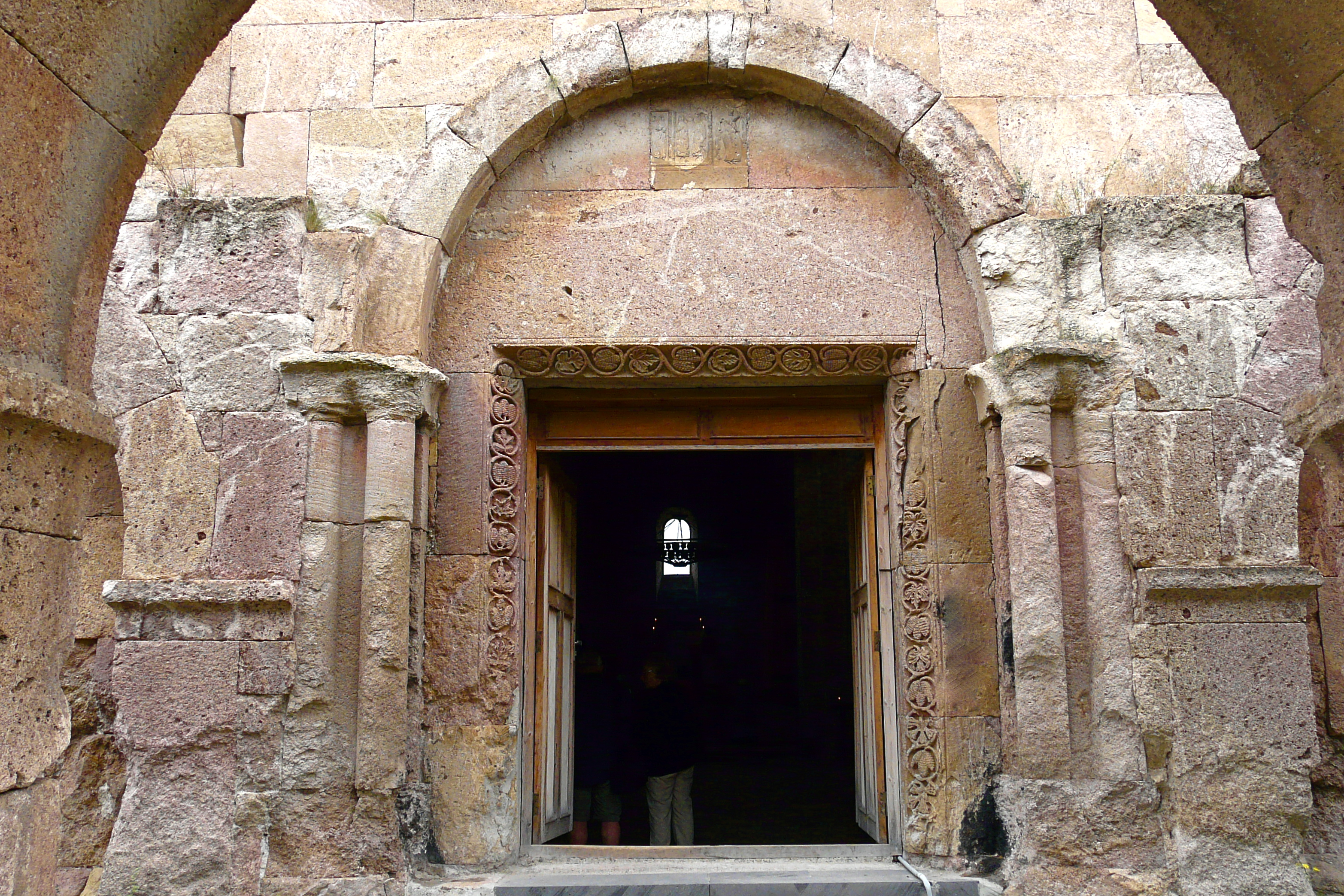
Главный вход
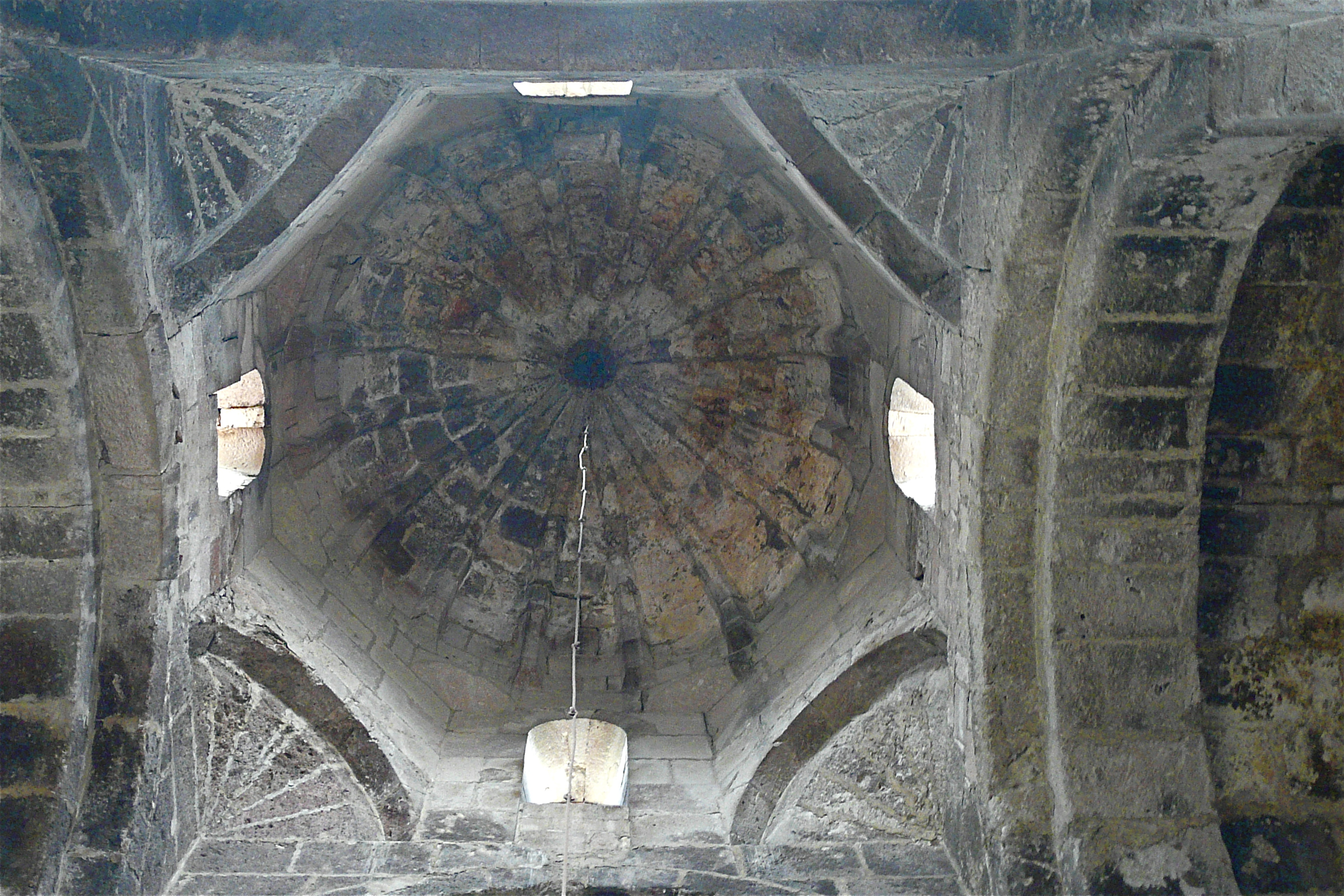
Купол